# Cratere Bari
Bari è un cratere sulla superficie di Marte.